# Atlin
Atlin je jezero na severozápadě Britské Kolumbie v Kanadě. Se svojí plochou 780 km2 je vůbec největším jezerem v této provincii. Nejsevernější špíčka jezera nazývající se Little Atlin Lake (malé jezero Atlin) zasahuje i do provincie Yukon, nicméně většina jeho plochy leží na historickém území distriktu Atlin v Britské Kolumbii. Jezero Atlin se považuje za zdroj a pramen řeky Yukon, ačkoli je odvodňováno krátkou řekou Atlin a voda z něj ještě protéká jezerem Tagish.
Jméno jezera pochází ze slov Áa Tlein z jazyka kmene Tlingitů a znamená jednoduše "velké jezero".
Na východním břehu jezera leží osada Atlin. Jižní část jezera je součástí parku Atlin Provincial Park and Recreation Area.